# شبث گوی
شبث گوی (انگلیسی: Shabbos goy) یا شبت گوی (ییدیش: שבת גוי) یک غیریهودی (گوی) است که کارهایی که در روز شنبه (شبات) برای یهودیان بر طبق هلاخا ممنوع است برای آن‌ها انجام میدهد.  یهودیت بعضی اعمال را برای یهودیان در روز شنبه ممنوع میداند. این اعمال که ملاخا نامیده می‌شوند ممکن است توسط یک جنتیل انجام شوند. از این رو در بعضی خانه‌ها یا کنیسه‌های یهودی یک گوی (جنتیل) خاص برای انجام اینکارها وجود دارند. یک نمونه رایج از چنین عملی روشن کردن اجاق گاز است. در قرن بیستم افرادی نظیر کالین پاول، ماریو کیومو، مارتین اسکورسیزی، فلوید اولسون و الویس پریسلی ابراز کردند که در زمانی برای همسایه‌های یهودی خود شبث گوی بوده‌اند.